# Alessandro Peroni
Alessandro Peroni (Mondavio, 13 oktober 1874 – Milaan, 9 april 1964) was een Italiaans componist, muziekpedagoog, dirigent en pianist.

## Levensloop
Peroni kreeg zijn eerste muzieklessen van zijn ouders en vanaf 1885 aan het Liceo Musicale  "Rossini" in Pesaro van Carlo Pedrotti en vervolgens door Pietro Mascagni. Naast talrijke onderscheidingen voor de beste studenten behaalde hij snel zijn diploma's in compositie, piano, HaFa-instrumentatie en koorzang. Tot zijn leraren behoorden naast Carlo Pedrotti (compositie) ook Vincenzo Antonio Petrali (compositie), Arturo Vanbianchi (compositie), Ermanno Wolf-Ferrari (zang), Vitali (piano), Aldrovandi en Frontali (viool).
Als pianist bezat hij een buitengewone wendbaarheid, precisie en de gevoeligheid van de interpretatie. Hij won talrijke prijzen en oogstte zowel het bijval van het publiek alsook van de muziekcritici. 
Peroni was directeur van diverse muziekscholen, onder anderen in San Vito al Tagliamento, aan de Muziekschool "Gerolamo Frescobaldi" in Ferrara en in Cagliari, waar hij het conservatorium oprichtte. Hij was verder dirigent van de Banda Musicale di Gallarate en van de Associazione Filarmonica "Isidoro Capitanio" Banda Cittadina di Brescia. Met deze harmonieorkesten bereikte hij een hoog artistiek niveau en belangrijke prijzen bij concoursen en wedstrijden. 
Van 1910 tot 1939 was hij docent voor HaFa-instrumentatie, piano, harmonieleer, contrapunt en fuga aan het Liceo Musicale "Rossini" in Pesaro. In de laatste periode was hij ook adjunct-directeur van deze instelling. Peroni was vele jaren met passie en deskundigheid, hoofd voor de blaasmuziekafdeling van de bekende muziekuitgeverij Ricordi in Milaan.
Als componist schreef hij werken voor orkest, harmonieorkest, koor- en kamermuziek, orgel en piano. Hij schreef ook drie opera's Il maestro di Cavallara, La Beffa en Il signore del pigiama. Rond 250 werken heeft hij gepubliceerd. De manuscripten van zijn heel oeuvre is geschonken aan de Biblioteca della Scuola comunale di musica "Alessandro Peroni" di Mondavio. 

## Composities

### Werken voor orkest
- Danza campestre, voor klein orkest
- Giuseppina, gavotta voor klein orkest
- La friulana, schottisch voor klein orkest
- Sorriso di bimba, mazurka voor klein orkest

### Werken voor harmonieorkest
- 1935 Genova: Marcia, voor harmonieorkest, op. 18, nr 2
- 1935 Esultanza Marcia, voor harmonieorkest, op. 21, nr. 1
- Varese, marcia
- Fantasia uit de opera "Tosca", voor harmonieorkest

### Missen
- Messa

### Cantates
- Cantata per Rossini, cantate voor gemengd koor en harmonieorkest

### Muziektheater

#### Opera's
| Voltooid in | titel                   | aktes | première | libretto      |
| ----------- | ----------------------- | ----- | -------- | ------------- |
|             | Il maestro di Cavallara |       |          | Gaetano Gigli |
|             | La Beffa                |       |          | Gaetano Gigli |
|             | Il signore del pigiama  |       |          | Gaetano Gigli |

### Vocale muziek
- Ave Maria, voor sopraan en piano
- Rondine bella, voor sopraan en piano

### Kamermuziek
- Al chiaro di Luna!, voor viool en cello
- Commerage, voor strijkkwartet
- Melodia, voor klarinetkwartet
- Preludio a 4 parti, voor strijkkwartet
- Suite, voor dwarsfluit en piano

### Werken voor piano
- Madame est servie!
- Notturnino
- Ti voglio tanto bene, romance